# Ángel González Adrio
Ángel González Adrio (Pontevedra, 10 febbraio 1931) è un ex cestista spagnolo.

## Carriera
Con la Spagna disputò i Campionati mondiali del 1950.